# Хёрдур Магнуссон
Хёрдур Бьёргвин Ма́гнуссон (исл. Hörður Björgvin Magnússon; род. 11 февраля 1993[…], Рейкьявик) — исландский футболист, защитник сборной Исландии и греческого «Панатинаикоса».

## Клубная карьера
Воспитанник рейкьявикского «Фрама». За свою родную команду он провёл всего шесть встреч в высшем исландском дивизионе и дебютировал 30 августа 2009 года в матче против клуба «Рейкьявик». В 2011 году он перешёл в «Ювентус», но так и не дебютировал в его составе. В 2013 году Хёрдур стал игроком «Специи», где использовался в ротации состава. Летом 2014 года «Ювентус» выкупил игрока, сумма трансфера составила 1,0 млн евро, и отправил его в двухгодичную аренду в «Чезену». В июле 2016 года футболист обосновался в Англии, в Чемпионшипе. «Бристоль Сити» заплатил за него «Ювентусу» 2,1 млн евро.
20 июня 2018 года стало известно о переходе защитника в московский ЦСКА. По данным Transfermarkt сумма трансфера составила 2,8 млн евро. За «армейцев» дебютировал 31 июля 2018 года в матче 1-го тура против «Крыльев Советов». 23 ноября забил свой первый гол за армейцев в рамках РПЛ — в ворота «Ахмата». 4 апреля 2021 года в матче РПЛ против «Тамбова» получил разрыв ахиллового сухожилия. Первый матч после травмы провёл в победном матче против «Рубина» (6:1).
20 мая 2022 года московский ЦСКА объявил о том что клуб не будет продлевать контракт с исландским защитником и он покинет клуб свободным агентом. 21 мая Магнуссон провёл прощальный матч за армейский клуб, сыграв полную против «Ростова» (4:0).
9 июля 2022 года стал игроком греческого «Панатинаикоса», перед этим проведя переговоры о подписании нового контракта с ЦСКА.

## В сборной
Представлял Исландию на юношеском и молодёжном уровнях. Во взрослой сборной Исландии он дебютировал 12 ноября 2014 года в матче против сборной Бельгии.
Попал в заявку сборной на Евро-2016. 28 марта 2017 года, в товарищеском матче против сборной Ирландии, забил свой первый гол за национальную команду.
Попал в заявку сборной Исландии на Чемпионат мира по футболу 2018.

## Достижения
ЦСКА
- Обладатель Суперкубка России: 2018[29]